# Schlosskapelle (Dresden)

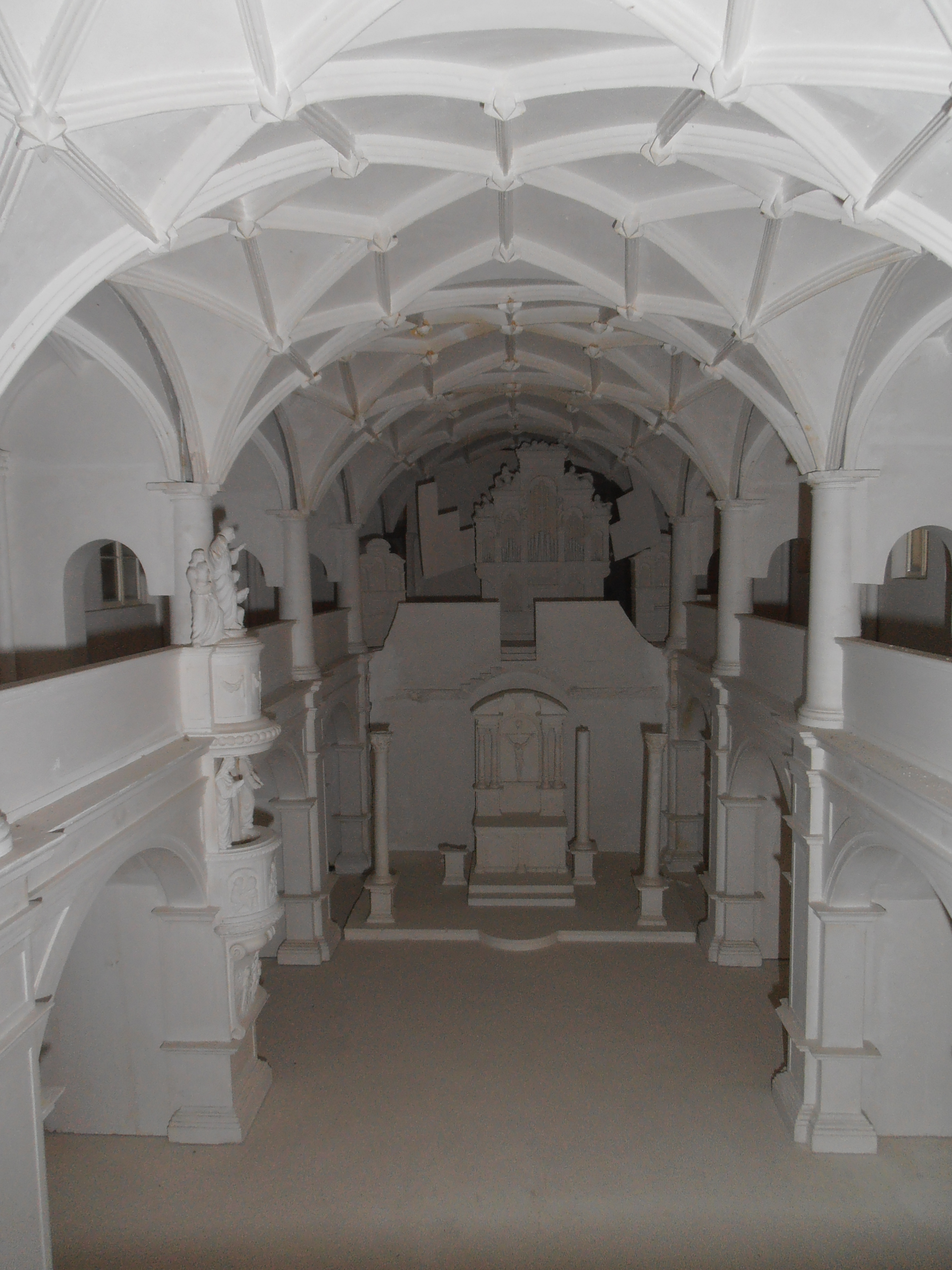
Gipsmodell der Schlosskapelle

Die Schlosskapelle in Dresden ist ein in den Jahren 1551 bis 1553 errichteter Sakralbau im Residenzschloss Dresden.

## Kapelle
Die Kapelle entstand von 1551 bis 1553 nach dem Vorbild der Torgauer Schlosskapelle und stellt den zweiten protestantischen Kirchenbau in Sachsen dar, wie in Torgau als Querkirche mit Kanzel an der nördlichen Längswand gebaut. Sie war 10,2 Meter breit und 21,8 Meter lang. Im Sakralbau wurden spätgotische Formen mit Formen der Renaissance gemischt. Er zeigte ein Schlingrippengewölbe, also ein verstärktes Kreuzrippengewölbe, im Stil der Spätgotik, das auf Dreiviertelsäulen ruhte. Diese Säulen stützten sich auf Emporenhöhe auf nach innen gesetzte Strebepfeiler. Bauplastiken aus Sandstein, Drachen und Engel, und figurale Malereien in den Zwickeln, schmückten das Gewölbe.

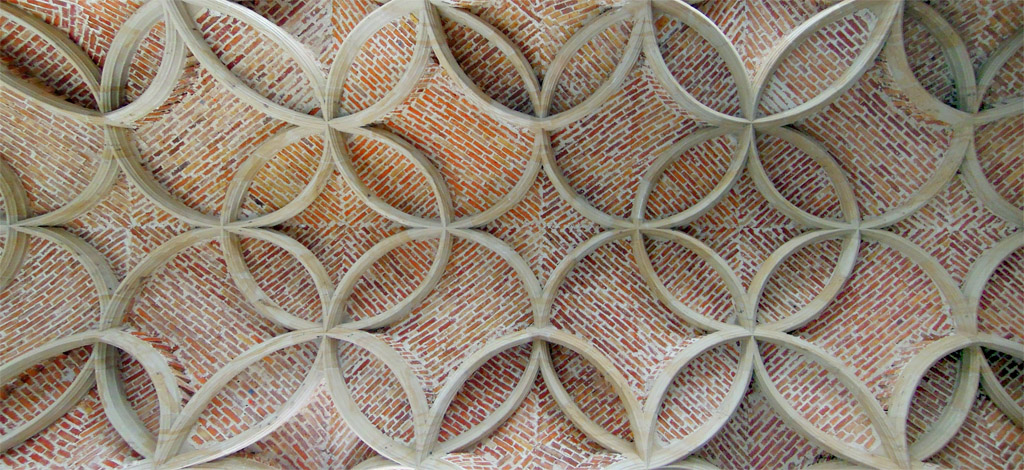
Wiederhergestelltes Schlingrippengewölbe (Fertigstellung: 2013)

Durch die Konversion des Kurfürsten Friedrich August I. zur katholischen Kirche genügte die Kapelle den Ansprüchen nicht mehr. Zugunsten der Katholischen Hofkirche erfolgte die Auflösung und Umnutzung der Kapelle im Jahr 1737. Das Renaissance-Portal, der Altar und der Taufstein wurden in die Sophienkirche überführt, die nun als evangelische Hofkirche diente. In den zweigeschossigen Kapellenraum wurde ein weiteres Geschoss mit einem Ziegelgewölbe eingezogen, sodass ein mehrgeschossiger Gebäudeflügel entstand, der zu Wohnzwecken genutzt wurde. Nach der weitgehenden Zerstörung des Schlosses im Zweiten Weltkrieg blieb das Erdgeschossgewölbe des 18. Jahrhunderts zunächst erhalten, stürzte 1966 aber trotz Sicherungsmaßnahmen ein. Ab 1985 erfolgte der Wiederaufbau des Gebäudekomplexes. 1989 wurde der Rohbau der Kapelle fertiggestellt, die dem Staatsschauspiel vorübergehend als Interimsbühne diente. In den Jahren 2009–2013 wurde das Schlingrippengewölbe aufwendig rekonstruiert.
Im September 2013 erfolgte die Wiedereröffnung als Konzert- und Veranstaltungsraum. Mit der temporären Ausstellung Alles in Allem. Die Gedankenwelt des mystischen Philosophen Jacob Böhme wurde die wiederhergestellte Schlosskapelle im Jahr 2017 erstmals als Ausstellungsort genutzt.

## Goldenes Tor

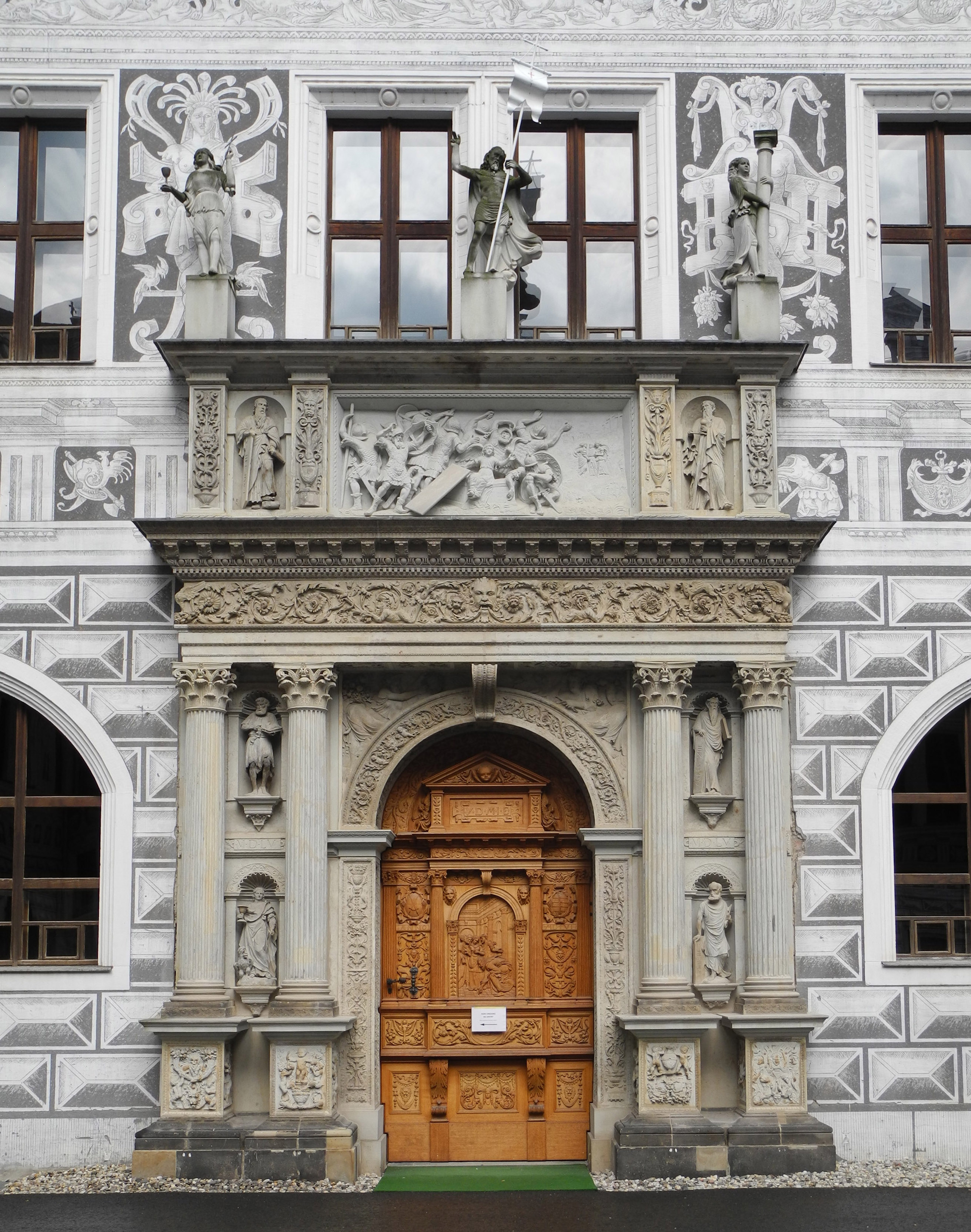
Wiederhergestelltes Portal der Schlosskapelle (1555)

Das Außenportal, Goldenes Tor oder auch Schönes Tor genannt, wurde nach dem Vorbild römischer Triumphbögen errichtet. Es trägt die inschriftliche Datierung 1555. Auf zwei Paar korinthischer Säulen, die auf Sockeln errichtet wurden, ruht ein mit einem Fries geschmücktes Gebälk mit Zahnschnitt, Kymation und Konsolen. Zwischen den Säulen in Nischen stehen links Statuen von Johannes dem Täufer mit Buch und Lamm, darunter Johannes, dem Evangelisten, mit Kelch und Adler. Zwischen den rechten Säulen stehen der gehörnte Moses mit den Gesetzestafeln, darunter Simon Petrus mit Schlüssel und Tafel.
Über dem Gebälk befindet sich eine Attika, die im Mittelfeld mit einem Relief mit dem Thema der Auferstehung verziert worden ist. Zu beiden Seiten des Reliefs in der Mitte befinden sich die Nischenfiguren Jesaja und Paulus, die von flankierenden Pilastern geschmückt werden. Drei Statuen stehen oberhalb der Attika, Christus in der Mitte flankiert von den Allegorien Glaube mit dem Kelch und Stärke mit der Säule.
Die hölzerne Tür umrahmen verzierte Pilaster mit Kapitellen. Das Relief im Mittel zeigt Jesus und die Ehebrecherin, links davon das Kurwappen, rechts das der Wettiner Wappen. Die Attika der Tür darüber trägt die Lateinische Inschrift VDMIE, die Abkürzung für den Wahlspruch der sächsischen Kurfürsten Verbum domini manet in aeternum (= Gottes Wort bleibt in Ewigkeit).
Wilhelm Lübke bezeichnete es als „die weitaus edelste Portalkomposition der ganzen deutschen Renaissance, in Schönheit der Verhältnisse, Klarheit der Komposition, Anmut der Ornamente und Freiheit der Gliederung den Geist durchgebildeter Hochrenaissance“.
Das Goldene Tor wurde 1737 an das Westportal der Sophienkirche angebaut, beim Umbau der Kirche 1864 jedoch entfernt. Im Jahr 1872 wurde es neben der Südfassade des Johanneums aufgebaut, wo es im Jahr 1945 beschädigt wurde. Im Jahr 2004 wurde das Portal dort abgebaut und mit Teilergänzungen wieder am alten Standort als Eingang der Kapelle aufgebaut.

## Diskussion um die Urheberschaft
Der Architekt und die weiteren an der Kapelle beteiligten Künstler sind nicht urkundlich bekannt, sondern können nur aufgrund kunsthistorischer Schlussfolgerungen vermutet werden. Früher wurde oft Melchior Trost genannt, für den es aber keine Belege gibt. Wahrscheinlicher ist aufgrund weiterer ähnlicher Werke, dass das Schlingrippengewölbe von Paul Speck entworfen und errichtet wurde, einem Spezialisten für diese Art von Werk.
Sicherlich geht das in einem strengen antikisierenden Stil gehaltene Portal der Schlosskapelle (Goldenes Tor) auf weitere Künstler zurück. Der Entwerfer ist aber unbekannt; es dürfte sich um einen Italiener gehandelt haben, der die zeitgenössische Renaissancearchitektur in Italien aus eigener Anschauung kannte. Ausgeführt wurde das auf 1555 inschriftlich datierte Werk von einem aus Prag angeworbenen italienischen Steinmetztrupp unter der Leitung von Giovanni Maria Aostalli und der Dresdener Werkstatt des Hans Walther II. So werden dem Bildhauer Hans Walther II das Auferstehungsrelief der Attika und die Figuren des Moses und des Petrus auf der rechten Seite zugeschrieben.

## Altäre

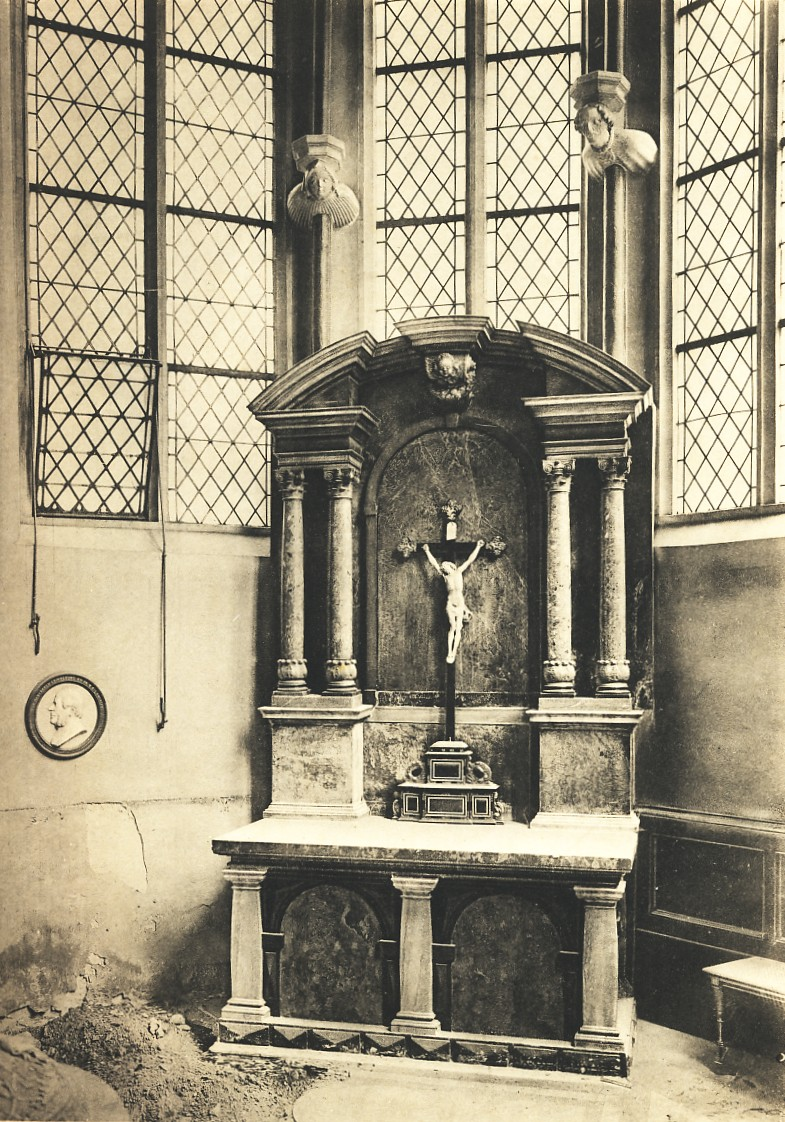
Zweiter Altar der Schlosskapelle nach dem Entwurf von Wolf Caspar von Klengel (1662).
Historische Aufnahme von 1912.

Gleichzeitig mit dem Bau entstand der Altar der Schlosskapelle.
Der mittlere Altarteil ist eine 1554 in den Niederlanden nach dem Entwurf des kursächsischen Hofmalers Benedetto Tola ausgeführte Arbeit. Sie ist zweiteilig. Der untere Teil besteht aus einem großen Alabasterrelief, das die Kreuzigung des Christus darstellt und von einem Paar von Säulen zu beiden Seiten flankiert wird. Darüber befindet sich ein zweiter Teil, wo ein Gebälk von drei Karyatiden, Mädchenfiguren, getragen wird. Zwischen den Mädchenfiguren sind zwei Reliefs aus Alabaster zu sehen, Adam und Eva im Paradies und deren Vertreibung aus dem Paradies. Das Gesamtthema bezieht sich auf die Gegenüberstellung von Gesetz und Gnade als typischer lutheranischer Glaubensposition.
Im folgenden Jahr 1555 fügte der Dresdner Bildhauer Hans Walther II die Sockelzone mit einem Relief des Abendmahls und zwei seitliche Anbauten aus Sandstein hinzu. Deren zwei Figuren Johannes und Moses wurden erst 1602 angefertigt. Giovanni Maria Nosseni fügte damals auch eine den Mittelbau und die beiden Seitenbauten umfassende Umrahmung hinzu. So wurden zwei flankierende Säulen, mit Gebälk und darüber befindlichem Dreipass angebracht. Der Altar wurde 1662 nach Torgau überführt, wo er zwar 1945 zerschlagen, aber von Werner Hempel rekonstruiert wurde.
Im Jahr 1662 erhielt die Schlosskapelle einen neuen Altar, den Wolf Caspar von Klengel entworfen hatte und bei dem verschiedene einheimische Marmorarten verarbeitet wurden. Der Altar wurde nach der Auflösung der Schlosskapelle 1737 in die Sophienkirche überführt, wo er in der Busmannkapelle aufgestellt war. Seine nach der Zerstörung 1945 geretteten Fragmente befinden sich heute im Depot.

## Orgel

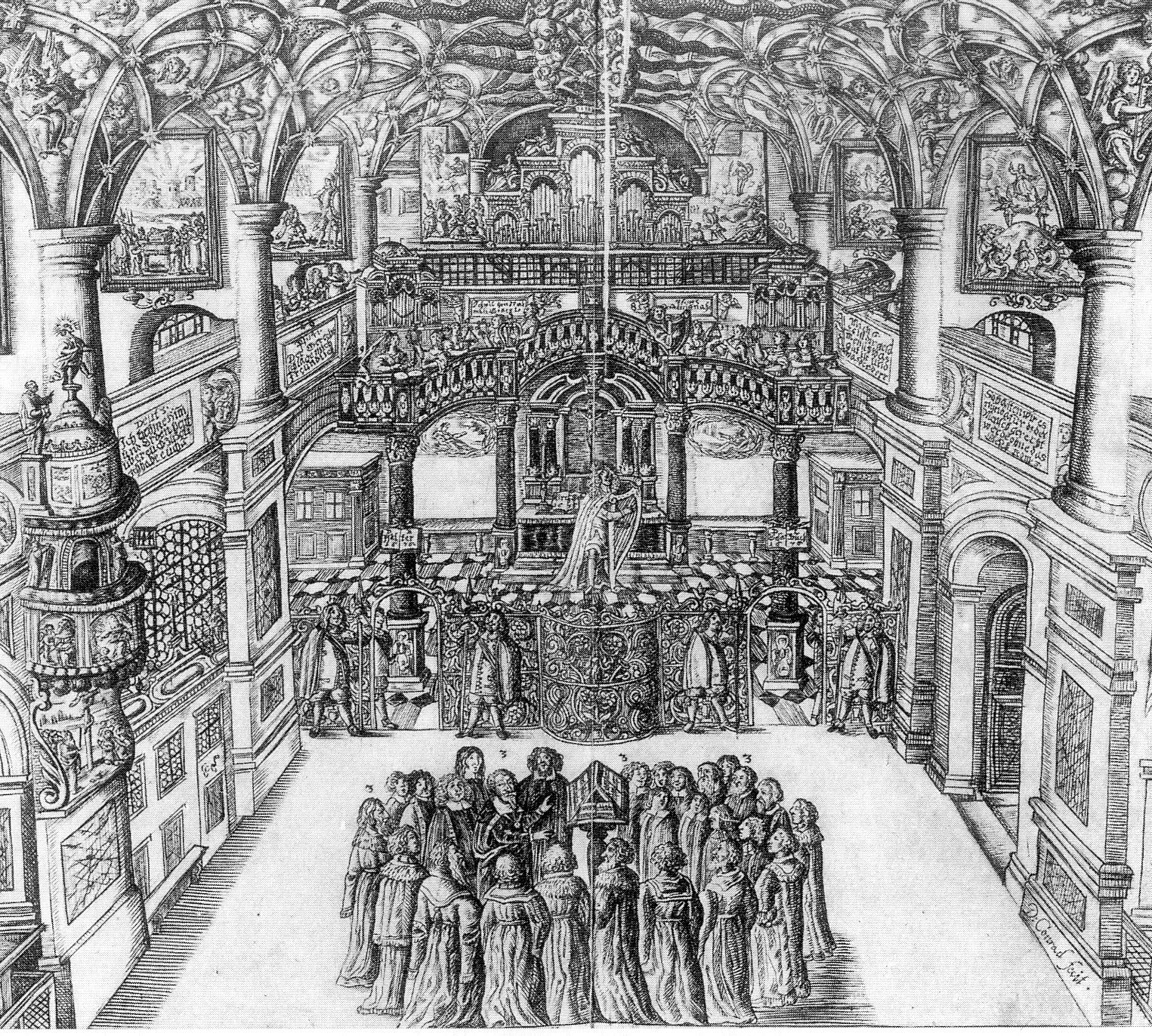
Kupferstich der Schlosskapelle 1676 von David Conrad (1604–1681), im Bild Heinrich Schütz mit Sängern

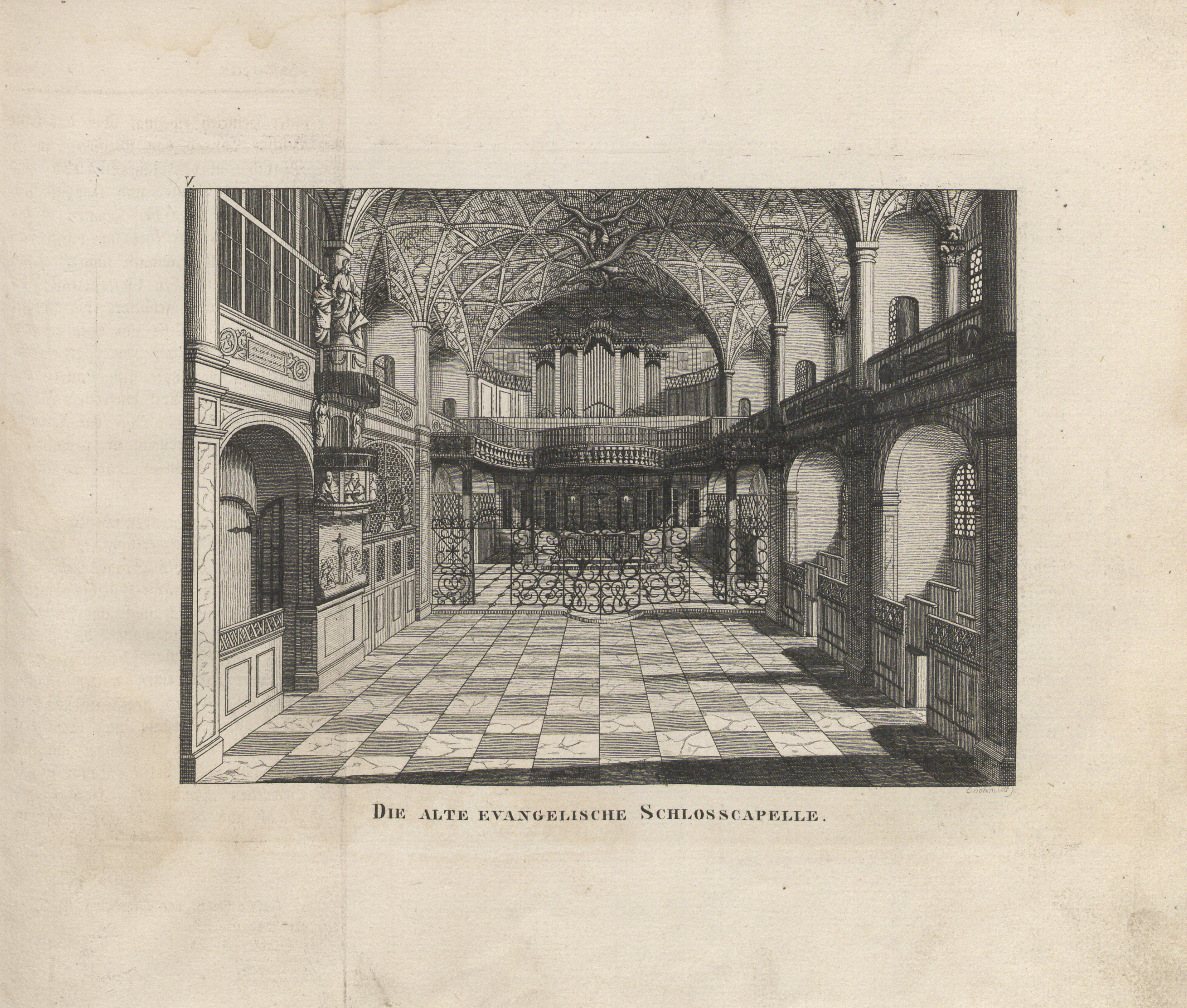
Nachempfundene Abbildung der Schlosskapelle von 1835

In den Jahren 1610 bis 1612 errichtete Gottfried Fritzsche eine Orgel nach einem Dispositionsentwurf von Hans Leo Haßler. Zusammen mit dem übrigen Inventar wurde die Orgel 1737 entfernt. Sie gelangte in umgebauter Form in die Matthäuskirche und wurde 1861 abgebrochen. Die letzten erhaltenen Teile des Prospekts gingen 1945 bei der Bombardierung Dresdens verloren. Frank-Harald Greß beschrieb 1992 den möglichen Nachbau. Dieses Vorhaben wurde in weiteren Publikationen und auf mehreren Fachtagungen behandelt. Die Rekonstruktion dient zugleich der architektonischen Komplettierung des Raumes. Anhand erhaltener Originalregister von Fritzsche in anderen Orgeln, insbesondere in Harbke, sei eine Rekonstruktion durchführbar. Roland Eberlein kritisierte das Projekt als historistisch und spekulativ. Befürworter begrüßen den Nachbau als bedeutendes Beispiel für die Musik der Spätrenaissance und des Luthertums und für die Wirksamkeit von Heinrich Schütz, der hier 57 Jahre wirkte. Während das Schlingrippengewölbe 2013 fertiggestellt wurde, wurde eine Rekonstruktion der Orgel aufgegeben.
Der Kupferstich von David Conrad aus dem Jahr 1676 zeigt einen fünfteiligen Prospekt, dessen Felder mit Rundbögen zur Mitte stufenförmig aufsteigen. Seitlich waren Flügeltüren in der Art eines Flügelaltars angebracht. Auf der geschwungenen Emporen neben dem Altar waren zudem zwei Orgelpositive aufgestellt, die der Aufführung mehrchöriger Musik dienten. Die Fritzsche-Orgel verfügte über 32 klingende Register, die auf zwei Manuale und Pedal verteilt waren. Eine Besonderheit stellte die Verwendung von sechs Subsemitonien es/dis und gis/as auf den Manualen dar, wodurch der Tonartenumfang der mitteltönigen Stimmung erweitert wurde. Die drei Zungenregister im Manual waren vergoldet und standen im Prospekt. Bei Michael Praetorius ist die ausgeführte Disposition überliefert:
| I Positiv CDEFGA–d3 |                  |       |
| 1.                  | Principal        | 4′    |
| 2.                  | Liebliche Flöten | 8′    |
| 3.                  | Spitz-Pfeiffen   | 4′    |
| 4.                  | Superoctav       | 2′    |
| 5.                  | OctavQuint       | 1 ⁄3′ |
| 6.                  | Zimbel II        |       |
| 7.                  | Krummhorn        | 8′    |
|                     | Tremulant        |       |

| II Oberwerk CDEFGA–d3 |                    |       |
| 8.                    | Groß Quintadeena   | 16′   |
| 9.                    | Principal          | 8′    |
| 10.                   | Hölzern Principal  | 8′    |
| 11.                   | Quintadeena        | 8′    |
| 12.                   | Gemßhorn           | 6′    |
| 13.                   | Octava             | 4′    |
| 14.                   | CoppelOctava       | 4′    |
| 15.                   | Quinta über Octava | 3′    |
| 16.                   | Gedact Nasatt      | 3′    |
| 17.                   | SuperQuinta        | 1 ⁄3′ |
| 18.                   | Mixtur IV          | 2′    |
| 19.                   | Zimbel II          | 1⁄2′  |
| 20.                   | Trompete           | 8′    |
|                       | Tremulant          |       |

| II Brustpositiv CDEFGA–d3 |                |    |
| 21.                       | Quintadeena    | 4′ |
| 22.                       | Scharf Octav   | 2′ |
| 23.                       | Gedacktflötlin | 2′ |
| 24.                       | Schwigelpfeif  | 1′ |
| 25.                       | Regal          | 4′ |
|                           | Tremulant      |    |

| Pedal CDEFGA–d1 |                  |     |
| 26.             | SubBaß offen     | 16′ |
| 27.             | Gedacter SubBass | 16′ |
| 28.             | Groß-Quintadeena | 16′ |
| 29.             | Principal        | 8′  |
| 30.             | Spitzflötlein    | 1′  |
| 31.             | SubBass Posaunen | 16′ |
| 32.             | Cornett          | 2′  |
|                 | Vogelsang        |     |

- Koppeln: II/I, I/P, II/P (fest angekoppelt)
- Nebenregister: Zimbelglöcklin am Stern, Vogelgesang, HeerTrummeln in C und F (zwei seitliche Tritte), Calcantenglocke

## Galerie

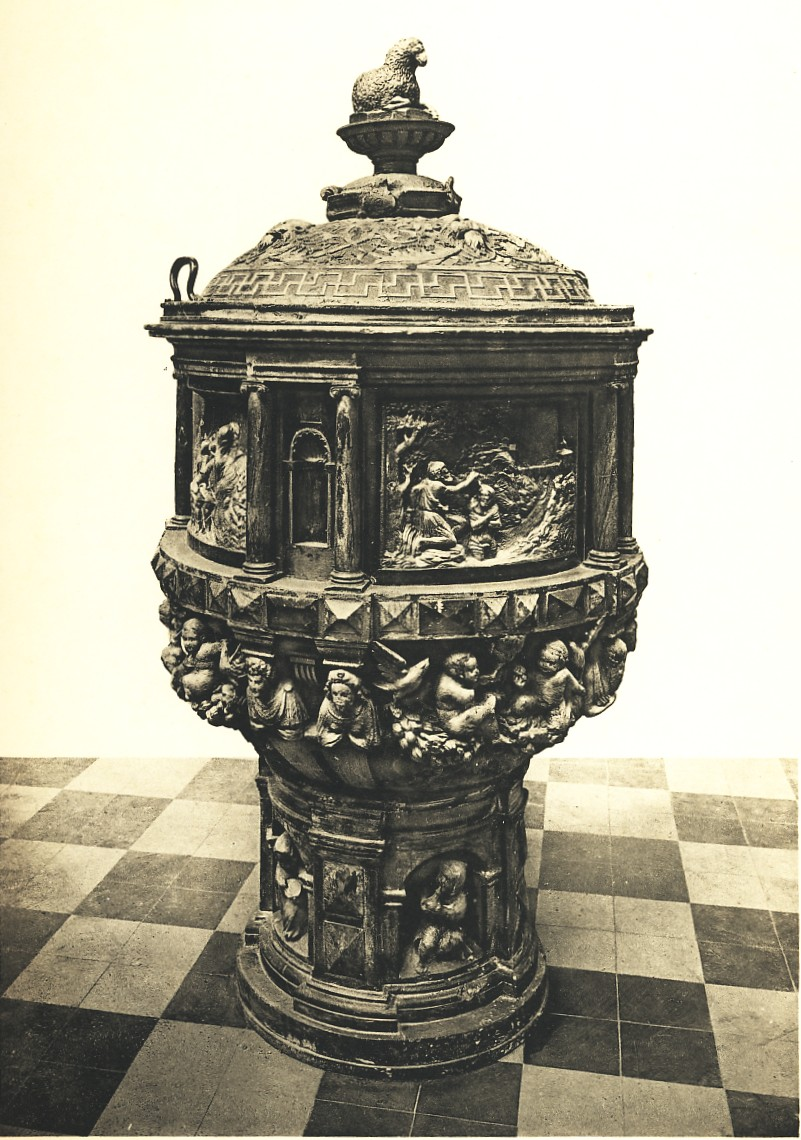
Taufstein von Hans Walther II, um 1910
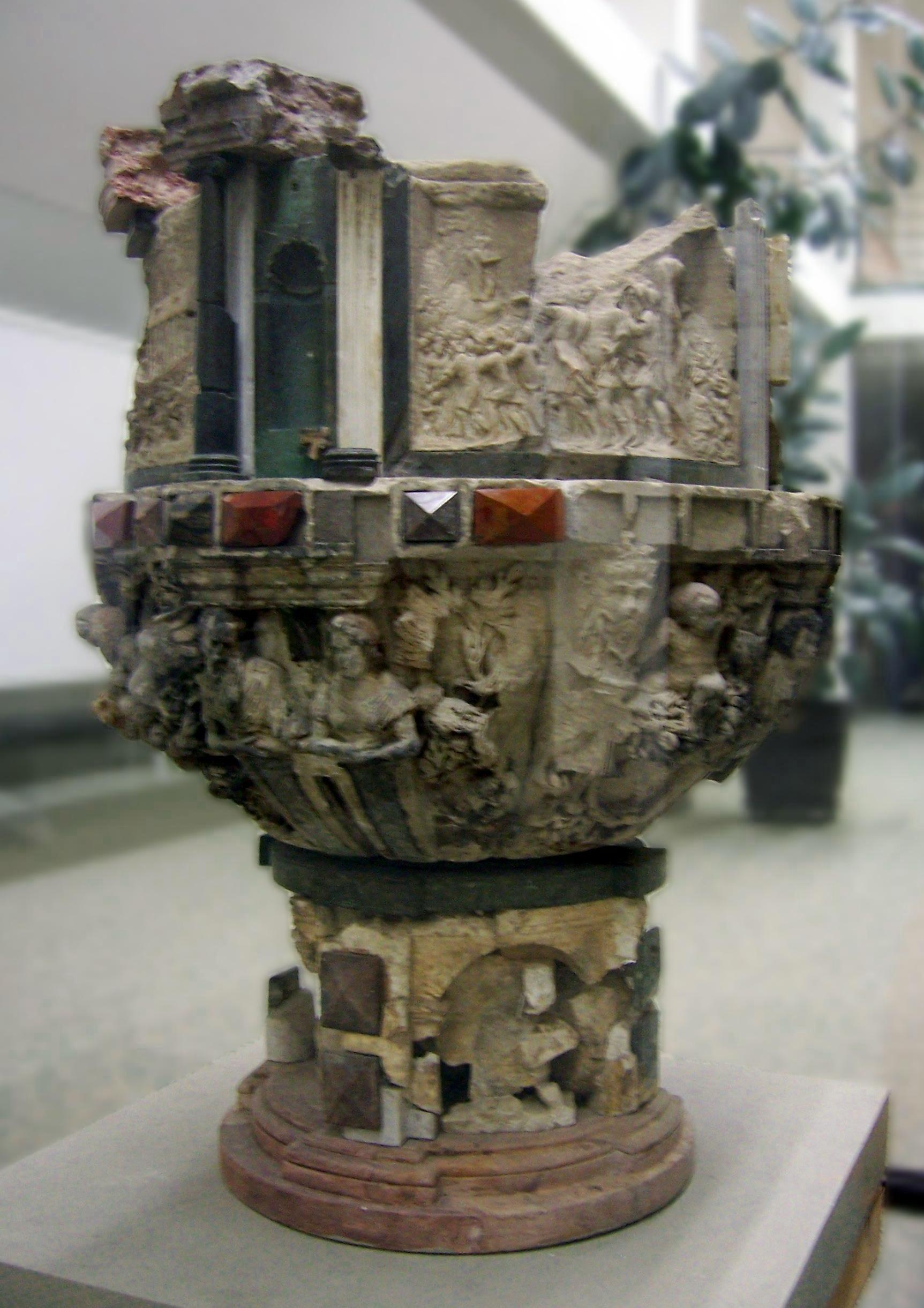
Rekonstruierter Taufstein von 1558 von Hans Walther II, 2009
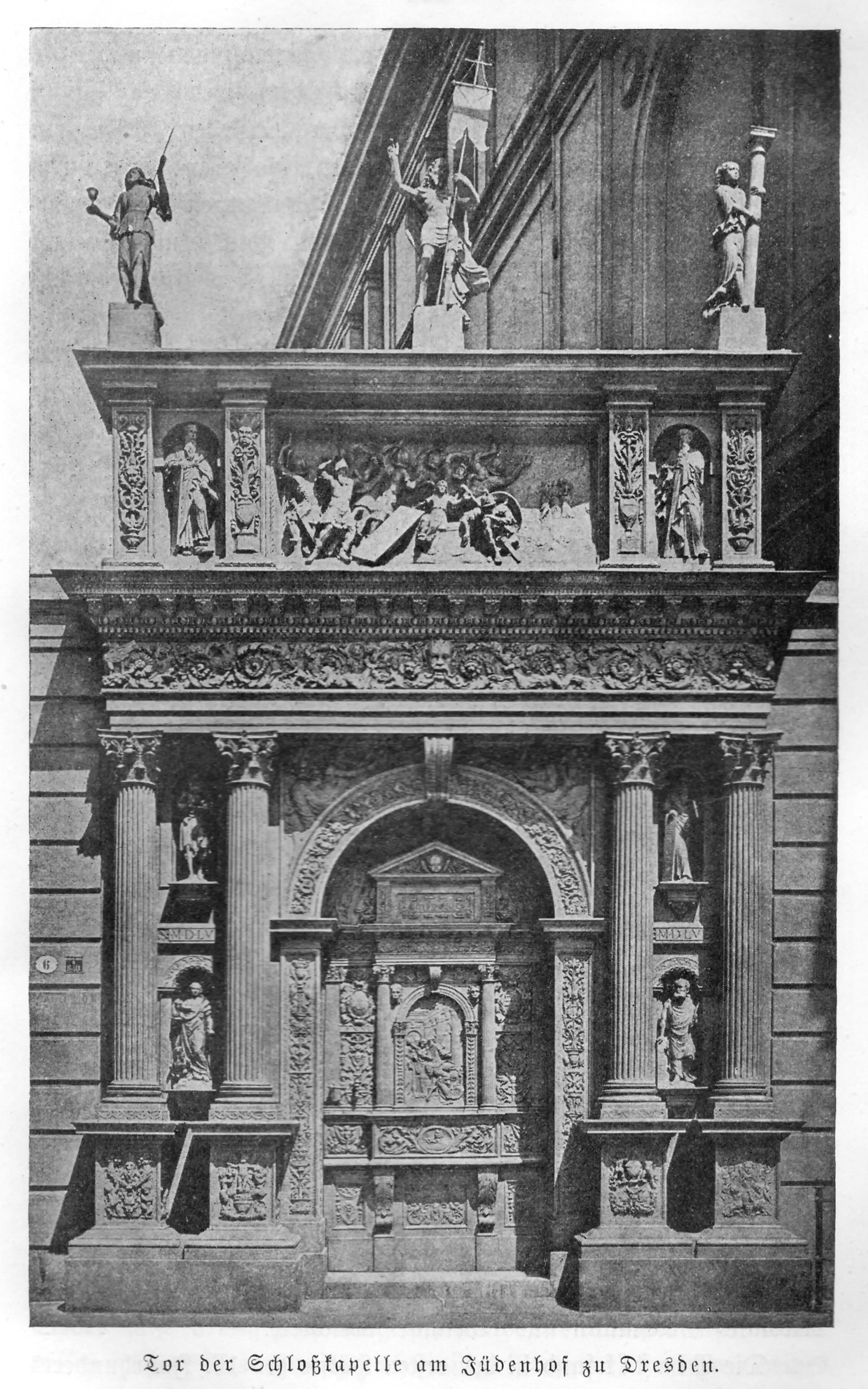
Portal der Schlosskapelle, Anfang des 20. Jahrhunderts
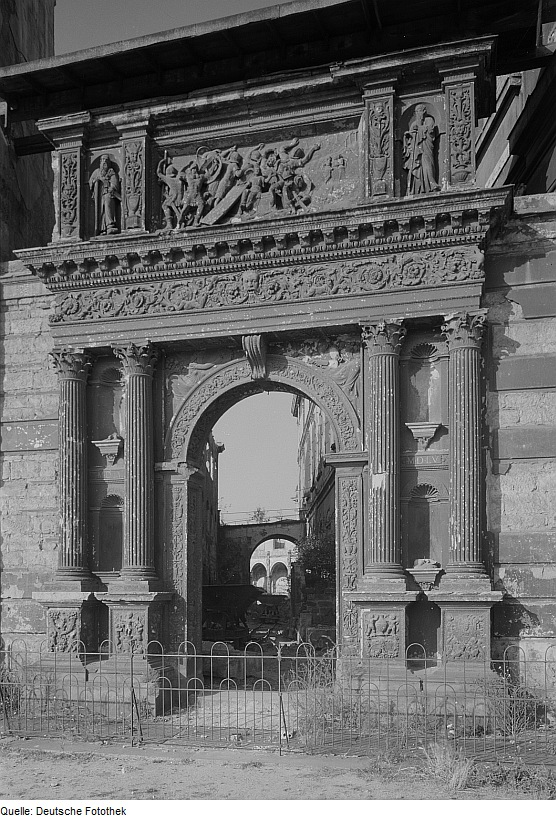
Portal der Schlosskapelle (1555), nach 1945
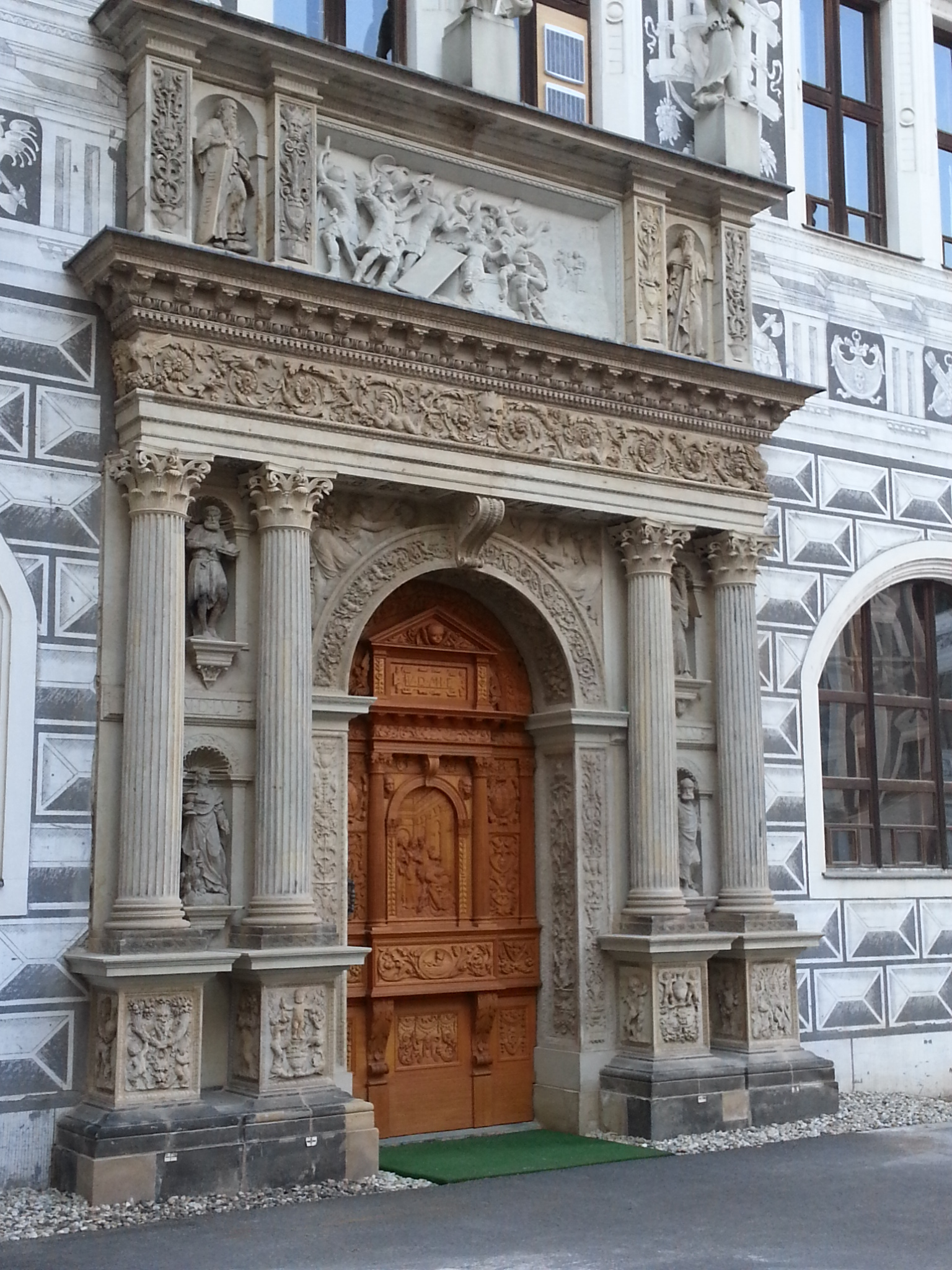
Portal der Schlosskapelle, 2013
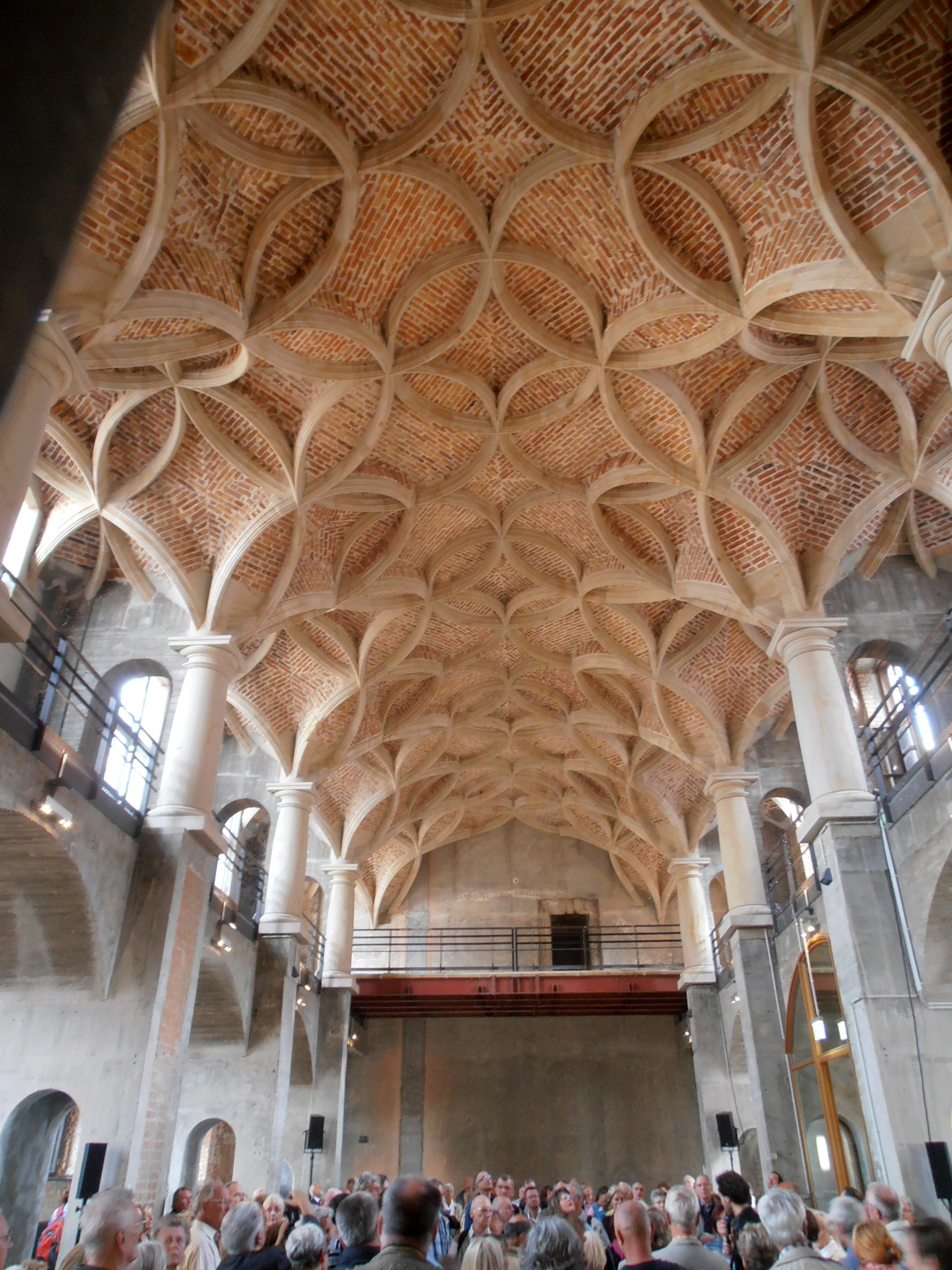
Baustand 2013, Blickrichtung Ost